# Лаг (морской прибор)
Лаг (через нидерл. log, от исл. lag — «чурбан»; англ. log — «бревно») — прибор, предназначенный для измерения скорости движения парусника.
В древности в качестве лага использовался (и используется по сей день на небольших судах) «ручной» (или «секторный») лаг. Он представляет собой доску треугольной формы (сектор) с привязанной к ней верёвкой (линем, лаглинем) и грузом. На лине на одинаковом расстоянии друг от друга завязываются узлы. Доска выбрасывается за корму и пересчитывается количество узлов, ушедших за борт за определённое время (обычно — 15 секунд, 0,5 минуты или 1 минуту). Отсюда пошло измерение скорости судна в узлах, 1 узел численно равен 1 морской миле в час.
Принцип работы современных приборов основан на измерении напора воды, или гидролокации морского дна. Самые распространённые лаги — доплеровский (используется эффект Доплера), индукционный и корреляционный.

## Лаги и принцип их работы

### Относительные лаги

#### Индукционные лаги
Их действие основано на свойстве электромагнитной индукции. Согласно этому свойству при перемещении проводника в магнитном поле в проводнике индуцируется э. д. с., пропорциональная скорости его перемещения.
С помощью специального электромагнита под днищем судна создаётся магнитное поле. Объём воды под днищем, на который воздействует магнитное поле лага, можно рассматривать как множество элементарных проводников электрического тока, в которых индуктируется э. д. с.: значение такой э. д. с. позволяет судить о скорости перемещения судна.
Эксплуатируемые на судах морского флота индукционные лаги ИЭЛ-2 и ИЭЛ-2М построены по одинаковой схеме, они измеряют только продольную составляющую относительной скорости; выступающих за корпус судна частей нет. Серийно изготавливается в настоящее время только лаг ИЭЛ-2М. Лаг ИЭЛ-2 снят с производства в 1980 году. Лаг ИЭЛ-2М может устанавливаться на всех морских судах, включая ледоколы и суда на подводных крыльях.
Рекомендации по эксплуатации заключаются в следующем. С обрастанием корпуса судна лаги ИЭЛ-2 и ИЭЛ-2М начинают давать заниженные показания.
В схемы лагов ИЭЛ-2 и ИЭЛ-2М включён фильтр, усредняющий их показания. Поэтому при измерении судном скорости лаг фиксирует это изменение с некоторым запаздыванием.

#### Гидродинамические лаги
Принцип действия основан на измерении гидродинамического давления, создаваемого скоростным напором набегающего потока воды при движении судна.
Поправка гидродинамического лага, как правило, нестабильна. Основными причинами, обуславливающими её изменения во время плавания, являются дрейф судна, дифферент, обрастание корпуса, качка и изменение района плавания.
Рассчитать изменение поправки лага от влияния первых трёх причин не представляется возможным.

#### Механические лаги
Механический лаг состоит из деревянного поплавка в виде сектора со свинцовым грузом внизу для придания вертикального положения и линя. Линь крепится к деревянному сектору тремя стропами по углам и наматывается на вьюшку.

### Абсолютные лаги
Под абсолютными понимаются лаги, измеряющие скорость судна относительно грунта. Разработанные в настоящее время абсолютные лаги являются гидроакустическими и делятся на доплеровские и корреляционные.

#### Гидроакустические доплеровские лаги (ГДЛ)
Принцип работы ГДЛ заключается в измерении доплеровского сдвига частоты высокочастотного гидроакустического сигнала, посылаемого с судна и отражённого от поверхности дна.
Результирующей информацией являются продольная и поперечная составляющей путевой скорости. ГДЛ позволяет измерить их с погрешностью до 0,1%. Разрешающая способность высокоточных ГДЛ составляет 0,01–0,02 уз.
При установке дополнительной двухлучевой антенны ГДЛ позволяет контролировать перемещение относительно грунта носа и кормы, что облегчает управление крупнотоннажным судном при плавании по каналам, в узкостях и при выполнении швартовых операций.
Большинство существующих ГДЛ обеспечивают измерение абсолютной скорости при глубинах под килем до 200–300 м. При больших глубинах лаг перестаёт работать или переходит в режим измерения относительной скорости, то есть начинает работать от некоторого слоя воды как относительный лаг.
Антенны ГДЛ не выступают за корпус судна. Для обеспечения их замены без докования судна они устанавливаются в клинкетах.
Источниками погрешности ГДЛ могут быть: погрешность измерения доплеровской частоты; изменение углов наклона лучей антенны; наличие вертикальной составляющей скорости судна. Суммарная погрешность по этим причинам у современных лагов не превышает 0,5%.

#### Корреляционные лаги
Принцип действия гидроакустического корреляционного лага (ГКЛ) заключается в измерении временно́го сдвига между идентичными акустическими сигналами, принятыми двумя судовыми антеннами, разнесёнными на определённое расстояние, получившими с движущегося судна отражённый от грунта сигнал.
На глубинах до 200 м ГКЛ измеряет скорость относительно грунта и одновременно указывает глубину под килем. На больших глубинах он автоматически переходит на работу относительно воды.
Достоинствами ГКЛ по отношению к ГДЛ являются независимость показаний от скорости распространения звука в воде и более надёжная работа при качке.